# نارینه سیمونیان
نارینه سیمونیان (ارمنی: Նարինե Սիմոնյան; انگلیسی: Nariné Simonian زاده ۱۹۶۵) نوازنده پیانو کلاسیک، نوازنده ارگ باروک فرانسوی، و رهبر و تهیه‌کننده موسیقی اپرایی اهل ارمنستان است. نارینه سیمونیان در سال ۱۹۶۵ در گیومری، ارمنستان به دنیا آمد. آموزش موسیقی را در سن هفت سالگی آغاز نمود. وی رئیس انجمن ناسودبر فرانسوی «"Les Amis de Gumri.France"» می‌باشد.

## دیسکوگرافی‌ها
- Mendelssohn, Liszt, Guillou, grandes orgues de Saint-Eustache (Paris), Sepm Quantum, Paris, 1996 (4 diapasons)[۱]
- Jean-Sébastien Bach, orgue Mooser de Saint-Pierre aux Liens (Bulle, Suisse), Sepm Quantum, Paris, 1997 (5 diapasons).[۲]
- Divine Liturgie et chants traditionnels arméniens, Sepm Quantum, Paris, 1998 (4 diapasons).[۳]
- Jean-Sébastien Bach, petits Préludes, Fugues, Suite anglaise n°6, Préliminaires au clavier ...tempéré, Sepm Quantum, Paris, 2000.[۴]
- Iphigenie en Tauride, Gluck, organ version with Jozef Kapustka, March 2010.[۵]